# Шактулик (Аљаска)
Шактулик (енгл. Shaktoolik) град је у америчкој савезној држави Аљаска.

## Демографија
По попису из 2010. године број становника је 251, што је 21 (9,1%) становника више него 2000. године.
| Група             | 2000.     | 2010.    |
| Белци             | 12 (5,2%) | 9 (3,6%) |
| Афроамериканци    | 0 (0,0%)  | 0 (0,0%) |
| Азијати           | 0 (0,0%)  | 0 (0,0%) |
| Хиспаноамериканци | 0 (0,0%)  | 0 (0,0%) |
| Укупно            | 230       | 251      |